# Distrito de Pariñas
El distrito de Pariñas es uno de los seis que conforman la provincia de Talara ubicada en el departamento de Piura en el norte del Perú.
Desde el punto de vista jerárquico de la Iglesia católica, forma parte de la arquidiócesis de Piura.

## Historia
El distrito de Pariñas fue creado mediante Ley N.º 7627 del 31 de octubre de 1932, en el gobierno del Presidente Luis Miguel Sánchez Cerro.

## Geografía
El distrito tiene una superficie de 1116,99 km².

## Demografía
La población según censo de 2007 es de 88 108 habitantes.

## Capital
La capital de este distrito es la ciudad de Talara.

## Autoridades

### Municipales
- 2019 - 2022[5]
  - Alcalde: José Alfredo Vitonera Infante, del Movimiento Regional Seguridad y Prosperidad.
  - Regidores:

  1. Jhonny Alberto Tinedo Marchán (Movimiento Regional Seguridad y Prosperidad)
  2. Robin Alberto Estrada Serrano (Movimiento Regional Seguridad y Prosperidad)
  3. Luis Anatoli Benites Guerrero (Movimiento Regional Seguridad y Prosperidad)
  4. Darwin Alberto Cruz Correa (Movimiento Regional Seguridad y Prosperidad)
  5. Santiago Emilio Guevara Velásquez (Movimiento Regional Seguridad y Prosperidad)
  6. Rosanita Burgos Zapata (Movimiento Regional Seguridad y Prosperidad)
  7. Miguel Ángel Talledo Panta (Movimiento Regional Seguridad y Prosperidad)
  8. Harold Alemán Saavedra (Partido Democrático Somos Perú)
  9. Mercy Jackelin Imán Sosa de Guzmán (Partido Democrático Somos Perú)
  10. Sandra Lizbeth Vinces Timaná (Movimiento de Desarrollo Local Modelo Región Piura)
  11. Víctor Manuel Bossio Rodríguez (Región para Todos)

### Policiales
- Comisario: Cmdte. PNP MONTERROSO GUZMAN MARCO.[6]

## Festividades
- 29 de junio: San Pedro
- 30 de agosto: Santa Rosa de Lima
- 4 de mayo: un mes más